# Lanistes
Lanistes is een geslacht van weekdieren uit de klasse van de Gastropoda (Slakken).

## Soorten
- Lanistes alexandri (Bourguignat, 1889)
- Lanistes ambiguus Martens, 1866
- Lanistes bernardianus (Morelet, 1860)
- Lanistes beseneckeri Schütt in Schütt & Besenecker, 1973 †
- Lanistes bicarinatus Germain, 1907
- Lanistes bloyeti (Bourguignat, 1889)
- Lanistes boltenianus (Röding, 1798)
- Lanistes chaperi (Kobelt, 1912)
- Lanistes ciliatus Martens, 1878
- Lanistes congicus O. Boettger, 1891
- Lanistes deguerryanus (Bourguignat, 1889)
- Lanistes ellipticus Martens, 1866
- Lanistes farleri Craven, 1880
- Lanistes fultoni (Kobelt, 1912)
- Lanistes grasseti (Morelet, 1863)
- Lanistes graueri Thiele, 1911
- Lanistes intortus (Lamarck, 1816)
- Lanistes jouberti (Bourguignat, 1888)
- Lanistes letourneuxi (Bourguignat, 1879)
- Lanistes libycus (Morelet, 1848)
- Lanistes magnus Furtado, 1886
- Lanistes nasutus Mandahl-Barth, 1972
- Lanistes neavei Melvill & Standen, 1907
- Lanistes neritoides Brown & Berthold, 1990
- Lanistes nitidissimus (Bourguignat, 1889)
- Lanistes nsendweensis Dupuis & Putzeys, 1902
- Lanistes nyassanus Dohrn, 1865
- Lanistes ovatus (Olivier, 1804)
- Lanistes ovum Troschel, 1845
- Lanistes palustris (Morelet, 1864)
- Lanistes pfeifferi (Bourguignat, 1879)
- Lanistes pilsbryi Walker, 1925
- Lanistes purpureus (Jonas, 1839)
- Lanistes varicus (O. F. Müller, 1774)